# المحلة (حبيش)

تعديل مصدري - تعديل

المحلة محلة تابعة لقرية الجنات، التابعة لعزلة التفادي بمديرية حبيش إحدى مديريات محافظة إب في الجمهورية اليمنية، بلغ تعداد سكانها 52 حسب تعداد اليمن لعام 2004.